# Wagenstein (Villgratner Berge)
Der Wagenstein, auch Wagensteinspitze, ist ein 2849 m ü. A. hoher Berggipfel der Villgratner Berge an der Grenze zwischen den Gemeinden St. Veit in Defereggen im Nordosten und Außervillgraten im Südosten (Osttirol, Österreich).

## Lage
Der Wagenstein liegt im Norden der Villgratner Berge. Der Gipfel befindet sich am zentralen Hauptkamm zwischen dem Großen Degenhorn (2946 m ü. A.) im Südwesten und dem Falkamspitze (2827 m ü. A.) im Nordosten. Vom Großen Degenhorn ist der Wagenstein hierbei durch die Ochsenlenke (2744 m ü. A.) getrennt. Vom Wagenstein führt der Nordwestgrat über eine unbenannte Scharte (2782 m ü. A.) zur Hochleitenspitze (2877 m ü. A.). Westlich des Wagensteins befindet sich der Talschluss des Brugger Almbachs. An den Nordflanken liegt das Quellgebiet des Stemmeringer Almbachs. Südlich und südwestlich liegen zudem das Quellgebiet des Schrentebachs, eines Quellbachs des Winkeltalbachs, sowie der Falkommsee.

## Anstiegsmöglichkeiten
Der Wagenstein ist nicht durch markierte Wanderwege erschlossen, jedoch führen diese bis zur Ochsenlenke knapp unter des Wagensteins. Der kürzeste Weg auf den Wagenstein ist von Norden bei Benützung der Lifte des Skizentrum St. Jakob in Defereggen möglich. Der Weg führt hier von der Bergstation Mooseralm unterhalb des Großen Leppleskofel, der Hochleitenspitze und des Wagenstein in die Ochsenlenke und danach über den Südsüdwestgrat mittels Steigspuren unschwierig auf den Gipfel. Zudem ist eine Gratüberschreitung aus dem Gsaritzer Törl (I+) über Karnase, Rotegg und Falkamspitze oder die Begehung des Nordwestgrats von der Hochleitenspitze (I) möglich.